# Besedivka, Nedrîhailiv
Besedivka (în ucraineană Беседівка) este un sat în comuna Tomașivka din raionul Nedrîhailiv, regiunea Sumî, Ucraina.

## Demografie
Componența lingvistică a localității Besedivka
     Ucraineană (98,98%)
     Rusă (1,02%)
Conform recensământului din 2001, majoritatea populației localității Besedivka era vorbitoare de ucraineană (98,98%), existând în minoritate și vorbitori de rusă (1,02%).